# Piercarlo Ghinzani
Piercarlo Ghinzani (Riviera d'Adda, Lombardija, Italija, 16. siječnja 1952.) je bivši talijanski vozač automobilističkih utrka. Godine 1977. osvojio je naslov prvaka u Europskoj Formuli 3 s bolidom March 773 za momčad AFMP Euroracing, a 1979. naslov u Talijanskoj Formuli 3 ispred Michelea Alboreta. Na utrci 24 sata Le Mansa je nastupio četiri puta od 1980. do 1983., no nijednom nije uspio završiti utrku. U Formuli 1 je nastupao 1981. i od 1983. do 1989. Najbolji rezultat je ostvario na Velikoj nagradi Dallasa 1984., kada je u bolidu Osella-Alfa Romeo osvojio 5. mjesto u utrci. Godine 1982. pobijedio je na utrci 1000 km Mugella, zajedno sa suvozačem Micheleom Alboretom u bolidu Lancia Martini LC1. Godine 1986. pobijedio je na utrci 1000 km Fujija sa suvozačem Paolom Barillom u bolidu Porsche 956B i na utrci 500 km Kyalamija za momčad Joest Racing.

## Vanjske poveznice
- Piercarlo Ghinzani - Driver Database
- Piercarlo Ghinzani - Stats F1
- All Results of Piercarlo Ghinzani - Racing Sport Cars